# Zsuzsa Bálint
Zsuzsa Bálint (Transilvania, 1968) è una pianista tedesca.

## Biografia
Zsuzsa Bálint nacque da una famiglia di musicisti ungheresi in Transilvania, dove ricevette le sue prime lezioni di piano all'età di sette anni. Il suo talento si manifestò presto. Dall'età di undici anni aveva partecipato con successo a concorsi musicali nazionali e si era già esibita all'età di 13 anni con tutte le principali orchestre sinfoniche in Romania.
Dopo essersi trasferita in Germania nel 1987 entrò per la prima volta da giovane studente nel corso per solisti di Boris Bloch alla Folkwang Hochschule di Essen, dove successivamente conseguì il diploma. L'ammissione all'esame di concerto la portò all'Universität der Künste Berlin, dove ottenne il diploma di concertista con distinzione con Georg Sava. Partecipò inoltre a master class con i più grandi pianisti ed educatori.
Dimostrò anche la sua maturità artistica partecipando a numerose competizioni. Vinse i primi premi in concorsi internazionali in Francia ("Château de Courcillon") e Spagna (San Sebastian), oltre a un premio in Italia (Parma).
Da allora si è esibita regolarmente con orchestre e recital, come alla Philharmonie Berlin, a Monaco di Baviera, ad Hannover e in molti altri centri musicali d'Europa come Parigi, Bucarest, Budapest, San Pietroburgo, Stettino, Londra, Porto e Lisbona. Nel 1999 debuttò a New York con sei concerti.
Zsuzsa Bálint vive a Berlino, dove ha un incarico di insegnamento presso l'Universität der Künste Berlin (Università delle Arti di Berlino). Tiene inoltre corsi di perfezionamento all'Università del Nebraska, USA, dove viene regolarmente invitata per esibirsi come solista. Dal 2005 è pianista alle master class internazionali di Baden-Baden. Nel 2005 Deutschlandradio ha trasmesso il suo recital da Zwinger.
Nel 2007 fondò l'Ensemble Xinowa Sej, in cui interpreta composizioni originali per tre pianoforti con i pianisti Kyoko Hosono e Dunja Robotti, comprendendo anche arrangiamenti di note composizioni di tango, jazz e musica da film. Nelle registrazioni regolari, in particolare alla Bayerischer Rundfunk, documenta in modo impressionante il suo lavoro artistico. Nel 2009 fu pubblicato negli Stati Uniti il suo CD come solista con opere di Čajkovskij, con arrangiamenti per pianoforte della musica del balletto Lo schiaccianoci e de Il lago dei cigni.
Oltre al repertorio classico, Zsuzsa Bálint ha affermato il suo successo come pianista del complesso „Tango Efusion“. Come amante del tango crea i suoi arrangiamenti delle opere di Astor Piazzolla e porta avanti un programma di tango solista.

## Discografia selezionata
- Xinowa Sej, Musik für 3 Klaviere, 2006 (Edizione n. 7, parzialmente produzioni della Bayerischer Rundfunk)
- Astor Piazzolla, Escualo (arr. Robert Lingnau)
- Joe Cuba, Mujer Divina
- Ernán López-Nussa, Figuraciones (arr. Alejandro Riquelme)
- Tobias Ellenberg, Remission
- Bernard Herrmann, Marnie
- John Williams, Schindlers List
- John Williams, Star Wars
- The Nutcracker Piano: Valzer dei fiocchi di neve, 2009